# Brychaetus
Brychaetus es un género extinto de peces actinopterigios prehistóricos. Fue descrito por Agassiz en 1845.
Vivió en Malí, Reino Unido, Bolivia y los Estados Unidos (Virginia, Maryland, Misisipi, Luisiana).